# Armix
Armix is een gemeente in het Franse departement Ain in de regio Auvergne-Rhône-Alpes. Armix telde op 1 januari 2022 25 inwoners.

## Geschiedenis
De naam Armix komt voor het eerst voor in een tekst uit 1130.
De gemeente maakte deen uit van het kanton Virieu-le-Grand tot dit op 22 maart 2015 werd opgeheven. In tegenstelling tot de overige gemeenten, die opgingen in het kanton Belley werd Armix opgenomen in het kanton Hauteville-Lompnes, waarvan de naam (bij decreet van 24 februari 2021) werd gewijzigd in Kanton Plateau d'Hauteville.

## Geografie
De oppervlakte van Armix bedroeg op 1 januari 2022 6,82 vierkante kilometer; de bevolkingsdichtheid was toen 3,7 inwoners per km².
De onderstaande kaart toont de ligging van Armix met de belangrijkste infrastructuur en aangrenzende gemeenten.

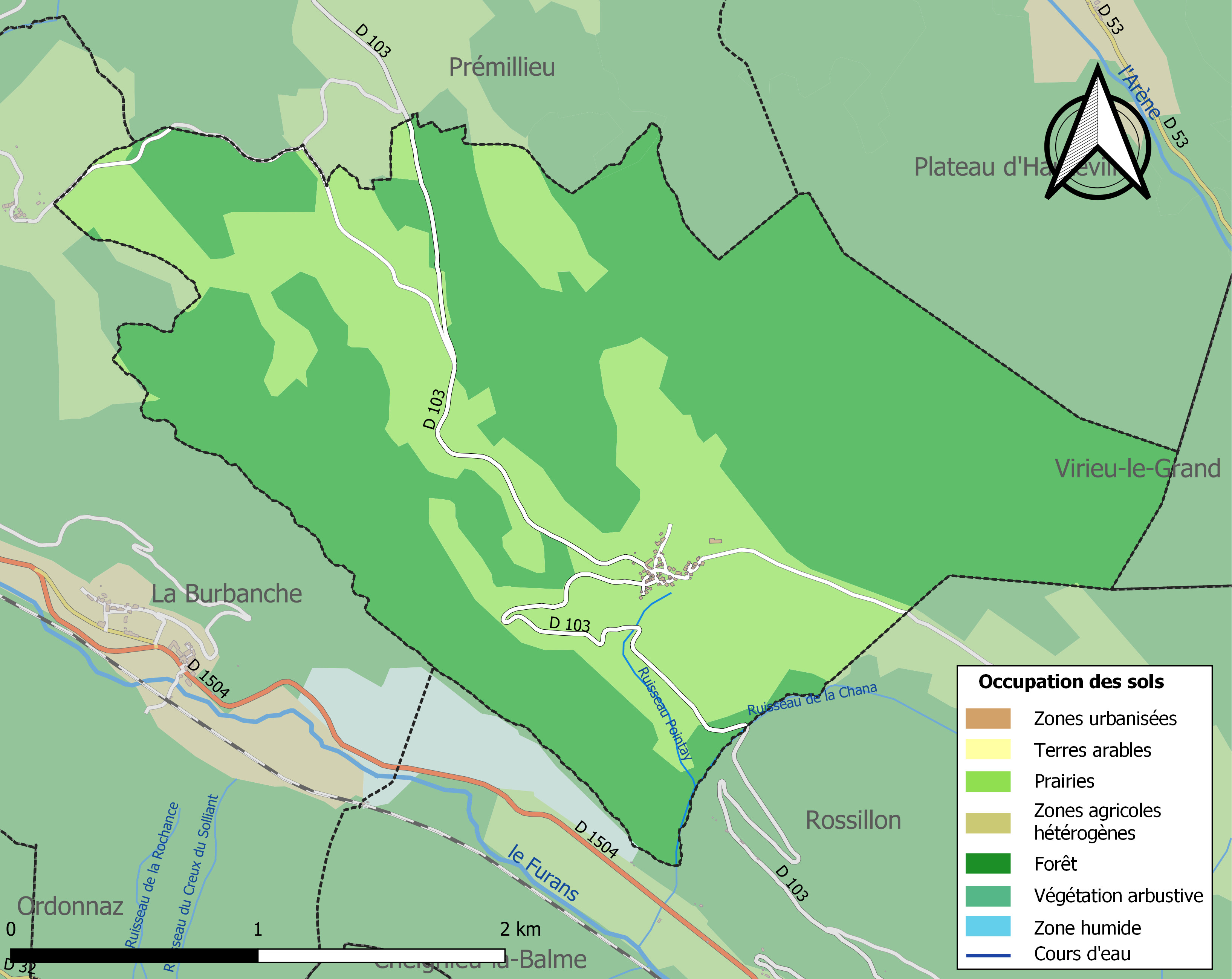

## Demografie
Onderstaande figuur toont het verloop van het inwoneraantal van Armix vanaf 1968. De cijfers zijn afkomstig van het Frans bureau voor statistiek en bevatten geen dubbel getelde personen (zoals studenten en militairen).
Vanwege een beveiligingsprobleem met de MediaWiki Graph-software is het momenteel niet mogelijk deze grafiek weer te geven. Zodra de software is bijgewerkt zal de grafiek vanzelf weer zichtbaar worden.